# Poslednja plovidba Temerera (slika Vilijama Tarner)
Poslednja plovidba Temerera, ili Neustrašivi, na poslednje sidrište da bude uništen, je slika urađena tehnikom ulja na platnu koju je naslikao Vilijam Tarner 1838. godine. Izložena je na Kraljevskoj Akademiji 1839. godine.

## Istorija slike
Neustašivi, nazvan po francuskom brodu zarobljenom u zalivu Lagos, imao je važnu ulogu u bitki kod Trafalgara. Šestog septembra 1838. šlepovan je duž Temze do brodogradilišta Bitson u Roteritu da bi bio uništen, a Tarner je tu scenu posmatrao iz čamca.

## Kompozicija
Tegljač, pokretan snagom pare, simbol je nove, mehaničke epohe, predodređene da potisne stare načine plovidbe pomoću jedara. Ratni brod se veličanstveno izdiže u svojim bledim bojama kao duh iznad maglovite vode. Lepota starog broda je u jasnom kontrastu u odnosu na prljav i crn tegljač.
Svetlost sunca na zalasku odbija se jednakom jačinom od mora i oblaka, stvarajući efekte izuzetne osećajne snage. Očigledna je i paralela između zalazećeg sunca i tužne sudbine broda pod težinom časti i slave, spremnog da bude uništen. Raskošan horizont označava da sunce Neustrašivom zalazi u slavu, jer nije moguće posmatrati ovaj veličanstveni brod a ne setiti se koliko je učinio i propatio za svoju zemlju. Krvavocrvenom bojom nanetom na vodu ispod sunca u zalasku predstavljena je jedna vrsta žrtvene svečanosti, kraj epohe u istoriji Britanske Kraljevske Mornarice.
Iza broda, mesec baca srebrni zrak preko reke, simbolizujući početak nove ere. Pad herojske snage je tema ove slike i smatra se da brod predstavlja Tarnera lično, sa uspešnom i slavnom prošlosti, koji sada preispituje svoju smrtnost. Tarneru je ovo delo bilo drago, što je možda zbog svoje lepote ili identifikacije sa temom.

## Kritike
U prvom tomu Modernih slikara (1843) Džon Raskin je ovo platno ocenio kao jedan od najlepših Tarnerovih radova. Poslednja plovidba Temerera se gleda u veoma pozitivnom svetlu danas. Proglašen je za "najbolju sliku Britanije" 2005. godine na anketi održanu u Nacionalnoj Galeriji.

## Literatura
- Bockemühl, Michael,. "The world of light and colour", Taschen, Köln. 2010.  978-3-8365-1370-8.
- Krepaldi, Gabrijel,. (2012). "Geniji umetnosti". ISBN 978-86-7712-355-0.. Knjiga Komerc, Beograd.

## Spoljašnje veze
- The Fighting Temeraire Analysis and Critical Reception